# El Puig (Capolat)
El Puig és una masia del municipi de Capolat (Berguedà) inclosa en l'Inventari del Patrimoni Arquitectònic de Catalunya. És una masia d'origen medieval, documentada al fogatge de 1553, malgrat l'obra actual és ja del s. XVII o principis del s. XVIII.

## Descripció
Masia de planta quadrangular estructurada en planta baixa i tres pisos superiors. La coberta és a quatre vessants de teula àrab i amb el carener paral·lel a la façana, orientada a ponent. A la façana de ponent presenta tres pisos de galeries o porxos, avui el primer totalment cegat. El mur de llevant presenta la part més antiga de la casa, molt visible per la diferència de l'aparell, de petites dimensions i irregular.